# Athabasca Airport
Athabasca Airport är en flygplats i Kanada.   Den ligger i provinsen Alberta, i den centrala delen av landet, 2 800 km väster om huvudstaden Ottawa. Athabasca Airport ligger 599 meter över havet.
Terrängen runt Athabasca Airport är platt. Trakten runt Athabasca Airport är nära nog obefolkad, med mindre än två invånare per kvadratkilometer.. Närmaste större samhälle är Athabasca, 5,6 km väster om Athabasca Airport. 
Omgivningarna runt Athabasca Airport är en mosaik av jordbruksmark och naturlig växtlighet.